# Ziegenhagen
Ziegenhagen is een deel van de gemeente Witzenhausen in het district Werra-Meißner-Kreis in het noorden van Hessen in Duitsland.
Ziegenhagen is een van oorsprong Hoogduits sprekende plaats, en ligt aan de Uerdinger Linie.
Er zijn vele vakwerkhuizen in het dorp.